# Gyalshing
Gyalshing (o Gyalzing, Gezing, Geyzing) è una città dell'India di 828 abitanti, capoluogo del distretto del Sikkim Occidentale, nello stato federato del Sikkim. In base al numero di abitanti la città rientra nella classe VI (meno di 5.000 persone).

## Geografia fisica
La città è situata a 27° 16' 60 N e 88° 16' 0 E e ha un'altitudine di 822 m s.l.m..

## Società

### Evoluzione demografica
Al censimento del 2001 la popolazione di Gyalshing assommava a 828 persone, delle quali 489 maschi e 339 femmine. I bambini di età inferiore o uguale ai sei anni assommavano a 75, dei quali 38 maschi e 37 femmine. Infine, coloro che erano in grado di saper almeno leggere e scrivere erano 596, dei quali 365 maschi e 231 femmine.
Sempre nel 2001, la popolazione totale del territorio comunale assommava a 47.034 persone, leggermente diminuita rispetto al precedente censimento del 1991, dal quale risultava una popolazione di 49.636 persone.

## Cultura

### Istruzione

#### Scuole
A Gyalshing vi sono due scuole secondarie: una pubblica, la Government Girls Senior Secondary School (fondata nel 1935) e una privata gestita dai Salesiani, la St. Mary's Convent School
Altre scuole pubbliche presenti nel territorio comunale si trovano nelle frazioni di Yuksom, Pelling e Barnyak. La scuola secondaria governativa di Yuksom è stata fondata nel 1952 e l'insegnamento è svolto in inglese, quella di Bernyak nel 1984 e la scuola secondaria superiore governativa di Pelling nel 1964.

## Geografia antropica

### Suddivisioni amministrative
La città è suddivisa in cinque circoscrizioni (wards): Beydong, Kyongsa, Central Geyzing, New Geyzing e Pelling; tutte rientrano nella circoscrizione elettorale di Geyzing, tranne Pelling che rientra in quella di Yuksom

### Frazioni
Il territorio comunale è suddiviso in numerosi frazioni dette "blocchi fiscali" (Revenue Blocks):
| Blocco fiscale      | Superficie (ha) | Popolazione (2001) | Famiglie | Intoccabili | Tribali | Maschi alfabetizzati | Femmine alfabetizzate |
| Mangnam             | 946             | 275                | 44       | 0           | 171     | 59                   | 31                    |
| Narkhola            | 569             | 411                | 61       | 0           | 94      | 73                   | 30                    |
| Dupidara            | 566             | 334                | 45       | 58          | 6       | 24                   | 15                    |
| Labdang             | 315             | 347                | 47       | 0           | 3       | 76                   | 19                    |
| Kongri              | 632             | 312                | 51       | 0           | 179     | 47                   | 15                    |
| Ganggep             | 893             | 542                | 83       | 0           | 505     | 122                  | 45                    |
| Tashiding           | 663             | 1262               | 238      | 197         | 499     | 258                  | 179                   |
| Laso                | 540             | 940                | 164      | 37          | 242     | 255                  | 153                   |
| Chongrang           | 549             | 1028               | 168      | 30          | 520     | 300                  | 153                   |
| Arithang            | 365             | 701                | 114      | 42          | 20      | 163                  | 86                    |
| Gerethang           | 261             | 821                | 139      | 23          | 96      | 259                  | 107                   |
| Labing              | 447             | 802                | 137      | 0           | 87      | 177                  | 49                    |
| Dubdi               | 338             | 278                | 44       | 5           | 0       | 56                   | 30                    |
| Yoksam              | 812             | 1652               | 315      | 67          | 561     | 508                  | 248                   |
| Tsozo               | 502             | 378                | 65       | 0           | 365     | 51                   | 15                    |
| Khachodpalri        | 478             | 419                | 77       | 6           | 57      | 55                   | 45                    |
| Singlitam           | 247             | 262                | 47       | 5           | 166     | 5                    | 13                    |
| Tingbrum            | 192             | 403                | 77       | 7           | 78      | 118                  | 47                    |
| Topung              | 352             | 243                | 34       | 0           | 0       | 56                   | 10                    |
| Singrangpong        | 397             | 209                | 39       | 0           | 141     | 50                   | 20                    |
| Nambu               | 577             | 700                | 126      | 4           | 154     | 162                  | 76                    |
| Darap               | 565             | 1165               | 207      | 27          | 95      | 279                  | 131                   |
| Sindrang            | 229             | 257                | 37       | 3           | 239     | 69                   | 26                    |
| Thingle (I)         | 250             | 473                | 103      | 14          | 30      | 123                  | 53                    |
| Thingle (II)        | 269             | 603                | 99       | 13          | 48      | 153                  | 99                    |
| Meli                | 276             | 476                | 77       | 16          | 200     | 95                   | 50                    |
| Melliaching         | 235             | 469                | 79       | 0           | 156     | 75                   | 22                    |
| Singyang            | 232             | 477                | 73       | 12          | 202     | 151                  | 88                    |
| Chongpung           | 336             | 517                | 87       | 40          | 119     | 100                  | 56                    |
| Naku                | 324             | 838                | 142      | 17          | 296     | 273                  | 112                   |
| Bhaluthang          | 386             | 758                | 115      | 19          | 216     | 199                  | 115                   |
| Unglok              | 390             | 844                | 156      | 12          | 82      | 249                  | 139                   |
| Yangteng            | 472             | 768                | 139      | 29          | 139     | 119                  | 71                    |
| Umchung             | 224             | 1120               | 226      | 106         | 49      | 269                  | 144                   |
| Gyalshing           | 290             | 2418               | 473      | 20          | 397     | 720                  | 427                   |
| Kyonsda             | 255             | 1412               | 282      | 61          | 436     | 476                  | 287                   |
| Tikjya (o Tikjuk)   | 257             | 780                | 137      | 40          | 140     | 92                   | 52                    |
| Yangthang           | 526             | 1724               | 304      | 144         | 128     | 423                  | 240                   |
| Lingchom            | 498             | 1502               | 260      | 81          | 96      | 408                  | 226                   |
| Sardong             | 176             | 556                | 98       | 26          | 11      | 142                  | 70                    |
| Longzik             | 261             | 536                | 97       | 32          | 13      | 32                   | 14                    |
| Sapong              | 248             | 463                | 88       | 19          | 17      | 92                   | 40                    |
| Banten              | 227             | 492                | 80       | 35          | 131     | 102                  | 52                    |
| Srinagi             | 178             | 380                | 64       | 0           | 75      | 92                   | 32                    |
| Liching             | 99              | 147                | 22       | 23          | 16      | 44                   | 22                    |
| Gyaten              | 342             | 548                | 91       | 15          | 239     | 135                  | 71                    |
| Karmatar            | 445             | 571                | 91       | 10          | 163     | 175                  | 65                    |
| Sopakha             | 612             | 708                | 112      | 0           | 6       | 252                  | 67                    |
| Maneybung           | 714             | 2354               | 405      | 118         | 269     | 405                  | 231                   |
| Begha               | 317             | 1317               | 221      | 20          | 458     | 232                  | 118                   |
| Mangmo              | 191             | 586                | 107      | 31          | 200     | 163                  | 88                    |
| Dentam              | 100             | 351                | 65       | 39          | 42      | 142                  | 90                    |
| Sangkhu             | 446             | 1245               | 219      | 51          | 450     | 334                  | 196                   |
| Radu-khandu         | 468             | 1142               | 202      | 124         | 337     | 285                  | 175                   |
| Hee-Patal           | 167             | 431                | 75       | 24          | 214     | 111                  | 65                    |
| Hee                 | 337             | 1614               | 295      | 40          | 81      | 400                  | 215                   |
| Pecherek            | 264             | 787                | 131      | 28          | 24      | 170                  | 131                   |
| Martam              | 521             | 1587               | 244      | 71          | 443     | 423                  | 263                   |
| Barnyak (o Bermiok) | 342             | 1369               | 233      | 152         | 227     | 395                  | 218                   |
| Barthang            | 355             | 930                | 169      | 74          | 51      | 187                  | 126                   |

## Economia

### Agricoltura
A Gyalshing viene coltivato il cardamomo nepalese.

### Servizi
La città è sede di un bazar di classe II ed è il mercato più importante del Sikkim Occidentale

### Istituzioni ed Enti
La principale struttura sanitaria della città è l'Ospedale Distrettuale di Geyzing.

## Infrastrutture e trasporti
Gyalshing è il principale nodo stradale del Sikkim Occidentale. La città è collegata a Gangtok dalla strada che passa per Legship, Rabongla, Tarku e Singtam, ed è collegata al Bengala Occidentale dalla strada che passa per Legship, Jorethang e Melli dove si connette alla strada nazionale 31 per Siliguri.
A causa del clima le strade sono soggette a deterioramento, che diventa più rapido durante la stagione del monsone, e in molte zone sono soggette alle frane. Le strade principali del territorio comunale sono la strada statale (State Highway) Legship-Geyzing (16 Km), la strada distrettuale (District Road) Geyzing-Pelling (10 km; questa e la precedente sono state allargate e macadamizzate negli anni novanta), la strada distrettuale Geyzing-Sakyong (6 km, particolarmente soggetta alle frane) e la strada distrettuale Geyzing-Lingchom (8 km, particolarmente soggetta al deterioramento dovuto alle piogge e che necessita di periodica ripavimentazione).
I principali mezzi di trasporto pubblico nel territorio comunale sono i pullman della SNT (Sikkim Nationalized Transport), i taxi e le jeep collettive.